# Ideoroncus
Ideoroncus es un género de pseudoscorpiones de la familia Ideoroncidae. Se distribuye por Sudamérica.

## Especies
Según Pseudoscorpions of the World 1.2.:
- Ideoroncus anophthalmus Mahnert, 1984
- Ideoroncus beieri Mahnert, 1984
- Ideoroncus cavicola Mahnert, 2001
- Ideoroncus divisus Mahnert, 1984
- Ideoroncus lenkoi Beier, 1970
- Ideoroncus pallidus Balzan, 1887
- Ideoroncus paranensis Mahnert, 1984
- Ideoroncus procerus Beier, 1974
- Ideoroncus setosus Mahnert, 1984

## Publicación original
- Balzan, 1887: Chernetidae nonnullae Sud-Americanae, II. Asunción.